# サイクロトロン共鳴
サイクロトロン共鳴 (英: cyclotron resonance)とは静磁場中の荷電粒子が、サイクロトロン振動数に等しい角振動数の電磁波を共鳴的に吸収し、軌道半径を増大する現象をいう。静磁場中の荷電粒子は磁場に垂直な方向についてみると、周期が一定の円運動をしている。この角振動数ωc はサイクロトロン振動数或いはジャイロ振動数 (gyrofrequency)と呼ばれ、粒子の電荷をZe,質量をm、磁束密度の大きさをBとしてωc＝ZeB/mcで与えられる(ガウス単位系)。ただし、固体内の電子や正孔については、ｍは有効質量を表わす。荷電粒子がイオンのときはイオンサイクロトロン共鳴(ion cyclotron resonance )とも呼ばれる。量子力学的には、電磁波の吸収による、間隔ħωcのランダウ準位間の遷移である。半導体結晶内の電子については、極低温で1000G程度の磁場を用い、光によって伝道電子を励起する等の方法によって、マイクロ波領域での観測が行われる。金属ではサイクロトロン共鳴の一種であるアズベル–カナー効果が観測される。これらの観測では共鳴振動数の測定から有効質量やエネルギー帯構造の知見が得られる。